# 우석대학교
우석대학교(又石大學校, Woosuk University)는 전북특별자치도 완주군과 충청북도 진천군에 위치한 사립 대학이다.

## 연혁
우석대학교의 기원은 우석학원의 설립으로부터 시작됐다. 설립자인 우석 서정상 박사는 당시 동산중학교를 운영하던 한진(漢珍)학원을 인수하여 자신의 아호인 '우석(又石)'을 명명한 우석학원으로 개명하고 동산중학교와 함께 동산종합고등학교를 설립 운영하였다. 이어 1979년 1월 10일 전주우석여자대학이라는 이름으로 당시 문교부로부터 인가를 받아 설립된 것이 우석대학교의 출발이다.
1979년 설립 당시에는 여자대학으로 출발을 하였으나 1980년 10월 2일 교명을 전주우석대학으로 변경하고 1981년 신입생부터 남녀공학 체제로 전환했다. 1982년 현재의 종합 캠퍼스로(완주군 삼례읍) 이전했으며, 1983년 대학원 설립 등 짧은 기간에 지역의 명문사학으로서의 면모를 갖추기 시작했다. 1992년 3월 15일 교육부로부터 종합대학교로 승격을 인정받았으며, 1995년 우석대학교로 교명을 변경해 오늘에 이르고 있다. 우석대학교는 현재 운영 중인 전주캠퍼스 외에 2014년 3월 충북 진천에 2개 단과대학 14개 학과로 구성된 진천캠퍼스를 설립, 개교했다.
- 1979년 1월 10일 : 전주우석여자대학 설립
- 1990년 10월 2일 : 남녀공학으로 전환, 전주우석대학
- 1982년 12월 20일 : 현 교사로 이전
- 1992년 3월 13일 : 일반대학으로 개편, 전주우석대학교
- 1995년 3월 1일 : 우석대학교로 교명 변경
- 2013년 : 교육부 선정 정부재정지원제한대학[2]
- 2018년 : 교육부 대학기본역량진단평가 결과 역량강화대학 선정 및 조건부 일반재정지원

## 캠퍼스 풍경
우석대학교는 전북특별자치도와 충청북도에 소재한 사립 대학으로, 완주군과 진천군에 각각 캠퍼스를 두고 있다. 전주캠퍼스의 경우 비교적 평탄한 지역에 대학 부속 시설이 다수 설치되어 있지만, 진천캠퍼스의 경우 고저차가 큰 지형에 자리잡고 있으며, 대학 시설이 많지 않다. 부속 한방병원은 중화산동2가에 있다.

### 전주캠퍼스
우석대학교 전주캠퍼스는 후정리에 위치하며 약 29만m²의 교지가 위치한다. 이는 평균적인 일반대학의 규모보다 작은편으로, 경남과학기술대학교 혹은 가톨릭관동대학교와 비슷한 수준이다. 캠퍼스가 호남고속도로 등에 의해 양분되어 있는 특이한 구조이며, 대학본부 등이 위치하며, 대학 부속 시설이 존재한다. 인근에 거주 시설이 다수 위치한 탓에 삼례초등학교, 삼례공업고등학교, 한별고등학교 등 교육 시설이 다수 존재한다.

### 진천캠퍼스
우석대학교 진천캠퍼스는 교성리에 위치하며 약 15만m²의 교지가 위치한다. 산 위에 캠퍼스가 위치한 형태라, 고저차가 상당히 심한 편이다. 다만, 진천군 중심가에 위치해 있어 인근에 진천군청과 진천시외버스터미널 등이 위치한다. 진천군립도서관과 한국바이오마이스터고등학교 등 근처에 교육기관이 다수 위치해 있다.

### 대학본부
우석대학교 대학본부는 23층에 이르는 전북특별자치도의 마천루의 하나로, 대한민국의 대학본부 건물로써는 가장 높은 기록을 가지고 있다. 대학본부 부서 뿐만 아니라, 도서관이 이 건물에 입주하고 있다.